# Minuartia recurva
Minuartia recurva es una herbácea de la familia de las cariofiláceas.

## Caracteres
Hierba perenne, más o menos glandulosa, que forma almohadillas densas y muy duras. Tallos con numerosas ramas lignificadas. Hojas aciculares, más o menos curvadas hacia un lado, con tres nervios. Flores agrupadas en inflorescencias glandulosas; 5 sépalos ovado-lanceolados de hasta 5 mm de longitud, con margen escarioso de anchura variable; 5 pétalos enteros. Fruto en cápsula ovoidea de hasta 5 mm de longitud. Florece desde finales de primavera y a lo largo del verano.

## Hábitat
Muy frecuente en los prados de cumbres montañosas, donde forma pequeñas almohadillas de consistencia pétrea.

## Distribución
Montañas de Europa